# Argiope mangal
Argiope mangal är en spindelart som beskrevs av Koh 1991. Argiope mangal ingår i släktet Argiope och familjen hjulspindlar.
Artens utbredningsområde är Singapore. Inga underarter finns listade i Catalogue of Life.